# Cristina Roldão
Cristina Maria Pinto Roldão, (Tires, 1980), é uma socióloga portuguesa cuja investigação se foca nos temas da educação e exclusão, reconhecida pelo seu trabalho de ativismo social, antirracista e feminista.

## Biografia
Filha de cabo-verdianos, Cristina Roldão cresceu no Bairro das Faceiras, em Tires, concelho de Cascais, construído na década de 1980 para eceber os retornados das ex-colónias e famílias oriundas de Cabo Verde.
Fez todo o seu percurso escolar em Portugal e, quando chegou a altura de entrar no ensino superior, escolheu a vertente da Sociologia, nomeadamente o estudo das desigualdades raciais.
Ao longo da sua carreira, tem procurado colocar na agenda académica, e pública, a questão dos afro-descendentes no sistema educativo.
Tem sido uma voz ativa na exigência de que haja recolha de dados estatísticos étnico-raciais que permitam estudar o racismo e a exclusão.   

## Percurso
Após concluir o secundário foi estudar sociologia da educação no ISCTE. 
Cristina Roldão é socióloga, professora convidada da  Escola Superior de Educação do Instituto Politécnico de Santarém, é investigadora no CIES - Centro De Investigação De Estudos De Sociologia no ISCTE e membro da coordenação da secção temática Classes, Desigualdades e Políticas Públicas da revista da Associação Portuguesa de Sociologia. 
No que respeita ao acesso ao ensino superior, Cristina Roldão é defensora de uma políticas de quotas que permitam dotar os jovens afro-descendentes com mais capacidade para defenderem os direitos das suas comunidades, terem mobilidade social e participarem de forma mais igualitária na sociedade portuguesa. 
Além disso, tem sido uma voz activa na exigência de que haja recolha de dados estatísticos étnico-raciais que permitam estudar o racismo e a exclusão. Fez parte do grupo de trabalho nomeado, em 2018, pelo governo português para estudar a possibilidade de se fazer um levantamento dos dados étnico-raciais nos censos da população portuguesa nos Censos de 2021. Apesar do parecer favorável da parte do grupo, o governo resolveu não avançar.
Em Setembro 2016 foi convidada do podcast É Apenas Fumaça, do projecto de jornalismo independente Fumaça, para falar, juntamente com o sociólogo Pedro Abrantes, sobre o tema Racismo na Escola.
Em Junho de 2017, foi oradora na conferência "Perpetuação do Colonialismo: Afro-descendentes e o Acesso ao Ensino" na Faculdade de Ciências Sociais e Humanas da Universidade Nova de Lisboa, na qual abordou o tema do "racismo institucional" e as suas consequências no percurso dos estudantes negros.
Em Novembro de 2018, foi convidada do podcast Perguntar Não Ofende, do jornalista Daniel Oliveira, para responder à questão "Os Portugueses São Racistas?".
Em 2019 foi organizadora da conferência de rede internacional Afroeuropeus: in/visibilidades negras contestadas, no ISCTE, em Lisboa. 
Em 2019 foi  signatária do Manifesto de solidariedade para com a deputada Joacine Katar Moreira: "No combate contra o racismo e na defesa da democracia"
Em Abril de 2019, foi oradora na conferência “Afro-descendentes, racismo e relações de poder na (re)produção de conhecimento escolar”, no pólo francês da Fundação Calouste Gulbenkian que teve como parceira a Cátedra Lindley Cintra.
Em 2019 tornou-se cronista do jornal diário português, Público.

## Obra
É co-autora de vários artigos científicos publicados entre os quais de destaca: Negro drama. Racismo, segregação e violência policial nas periferias de Lisboa. É também co-autora de livros sobre  a integração dos afro-descendentes e imigrantes africanos em Portugal. 
- 2010 - Imigrantes Idosos:  uma nova face da imigração em Portugal, co-autor Fernando Luis Machado. ISBN 978-989-8000-96-5[30]
- 2011 - Vidas Plurais, escrito em parceria com Fernando Luís Machado e Alexandre Silva. ISBN 978-989-671-108-5 [31][32]
- 2016 - Caminhos Escolares de Jovens Africanos (PALOP) que Acedem ao Ensino Superior. ISBN 978-989-685-077-7[33][34]

## Reconhecimento
Em 2021, a revista online em parceria com outras entidades criou a lista Powerlist 100 Bantumen que pretende distinguir as 100 personalidades negras mais influentes da lusofonia e na qual Cristina Roldão está incluída. 

## Ligações Externas
- Vídeo - Racismo na Educação // Racism in Education | Cristina Roldão | TEDxAveiro  -  Portal de Portugal
  -  Portal das mulheres
  -  Portal de biografias
  -  Portal da sociologia